# Нельсон-Гирст, Георгий Павлович
Георгий Павлович Нельсон-Гирст (19 [31] августа 1892, Севастополь, Таврическая губерния — 27 августа [9 сентября] 1916) — штабс-капитан 22-го инженерного полка, герой Первой мировой войны.

## Биография
Родился 19 (31) августа 1892 года в Севастополе. Православный. Сын генерал-майора по Адмиралтейству Павла Фомича Нельсон-Гирста (1851—1908).
Окончил 1-й кадетский корпус (1910) и Николаевское инженерное училище (1913), откуда выпущен был подпоручиком в 16-й саперный батальон.
29 августа 1913 года переведён в 22-й саперный батальон, в рядах которого и вступил в Первую мировую войну. Произведён в поручики 7 марта 1916 года «за выслугу лет». Удостоен ордена Св. Георгия 4-й степени
За то, что, будучи в чине поручика, в бою с 26 на 27 августа 1916 года на западном берегу р. Нараювки, получив приказание навести мостки, немедленно принялся за выполнение приказа и, невзирая на ураганный огонь тяжелой и легкой артиллерии, задачу выполнил и во время постройки был смертельно ранен и своею смертью запечатлели геройский подвиг.
Умер 27 августа [9 сентября] 1916 года. Посмертно произведён в штабс-капитаны 6 января 1917 года. Похоронен на Смоленском кладбище Санкт-Петербурга.

## Награды
- Орден Святой Анны 4-й ст. с надписью «за храбрость» (ВП 16.11.1915)
- Орден Святой Анны 3-й ст. с мечами и бантом (ВП 11.05.1916)
- Орден Святого Станислава 3-й ст. (ВП 30.05.1916)
- Орден Святого Георгия 4-й ст. (ПАФ 25.05.1917)